# نابغه (فیلم ۲۰۱۶)
نابغه (انگلیسی: Genius) یک فیلم درام زندگینامه‌ای به کارگردانی مایکل گرندیج و نویسندگی جان لوگان که محصول مشترک کشورهای بریتانیا و ایالات متحده در سال ۲۰۱۶ است. این فیلم در رقابت برای کسب جایزهٔ خرس طلایی در شصت و ششمین دورهٔ جشنواره بین‌المللی فیلم برلین برگزیده شد.
این کارگردان در نخستین فیلم بلند داستانی خود، داستان واقعی رابطهٔ پیچیدهٔ توماس وولف، نویسندهٔ آمریکایی (جود لا) با مکس پرکینز (کالین فرث)، ویراستار کارهای وی را به تصویر می‌کشد.

## بازیگران
- کالین فرث در نقش مکسول پرکینز
- جود لاو در نقش توماس وولف
- نیکول کیدمن در نقش Aline Bernstein
- دومینیک وست در نقش ارنست همینگوی
- گای پیرس در نقش اف. اسکات فیتزجرالد
- لورا لینی در نقش Louise Saunders
- ونسا کربی در نقش زلدا فیتزجرالد